# Серебрянников Юрій Пилипович
Юрій Пилипович Серебрянников (нар. 1 березня 1941, село Троїцьке Ханкайського району, тепер Приморського краю, Російська Федерація) — український діяч, завідувач лабораторії Всесоюзного НДПКТІ вибуховозахисного та рудничного електрообладнання Донецької області. Кандидат технічних наук (1983). Народний депутат України 1-го скликання.

## Біографія
Народився у родині військовослужбовця.
У 1958—1959 роках — електрослюсар Сталінського електромеханічного заводу Сталінської області.
У 1959—1964 роках — студент Донецького політехнічного інституту, інженер-електрик.
У 1964—1969 роках — інженер, керівник групи, начальник лабораторії Старобешевської ДРЕС Донецької області.
У 1969—1971 роках — служба в Радянській армії, офіцер, брав участь у відбитті наступу китайських військ на острів Даманський.
У 1971—1975 роках — заступник начальника електроцеху Вуглегірської ДРЕС Донецької області.
Член КПРС з 1972 до 1991 року.
З 1975 року — старший науковий співробітник, завідувач лабораторії Всесоюзного НДПКТІ вибуховозахисного та рудничного електрообладнання у місті Донецьку Донецької області.
У 1983 році захистив кандидатську дисертацію «Сильнострумові синхронізовані апарати для важких режимів роботи».
18.03.1990 року обраний народним депутатом України, 2-й тур, 46,56 % голосів, 7 претендентів. Входив до фракції «Нова Україна». Член Комісії ВР України з питань розвитку базових галузей народного господарства.
Потім — директор Товариства з обмеженою відповідальністю (ТОВ) «Єкран» у місті Донецьку.
Був головою Донецької організації об'єднання «Нова Україна». Член Партії демократичного відродження України (ПДВУ); член Народно-демократичної партії (НДП). У лютому 1996 —1998 році — член Політради НДП.

## Нагороди та звання
- медаль «За військову доблесть»